# Rádio Nacional de Angola
Rádio Nacional de Angola (RNA) és una empresa de radiodifusió pública de la República d'Angola, fundada l'octubre de 1977, i que té la seu a Luanda. RNA opera cinc estacions de ràdio a la capital (Canal A, Rádio N'Gola Yetu, Rádio Luanda, Rádio FM Estéreo, Rádio 5, Rádio Cazenga, Rádio Escola i Rádio Viana), divuit estacions regionals (una per província) i una estació de ràdio internacional (Serviço Internacional). Una xarxa d'emissores li permet cobrir tot el país en freqüència modulada (61 freqüències FM, principalment a les grans ciutats), en ona mitjana (23 freqüències) o en ona curta (10 freqüències). RNA també controla trenta centres de transmissió i un centre de formació.
Com a estació de servei públic, la RNA té com a objectiu garantir la llibertat d'expressió i el dret a la informació i difondre els diversos aspectes del poble angolès, la seva cultura i hàbits. Les emissions es fan majoritàriament en portuguès, però també té programes en les llengües nacionals del país (kikongo, kimbundu, chokwe, umbundu, kwanyama, lingala etc). L'emissió del Servei Internacional de la RNA és transmès en portuguès, anglès i francès.